# Skottet (1969)
Skottet är en svensk färgfilm från 1969 i regi av Claes Fellbom och med manus av Fellbom och Yvonne Floyd. I rollerna ses bland andra Peter Schildt, Cia Löwgren och Kent-Arne Dahlgren.

## Handling
Ronny och Bertil gör inbrott i ett vapenförråd och under en provskjutning av stöldgodset råkar Ronny skjuta Bertil till döds. Polisen påbörjar en jakt efter Ronny som nu är på flykt tillsammans med flickvännen Len. Polisen kan till slut gripa dem i ett torp i skogen.

## Om filmen
Inspelningen ägde rum i Omega Films studio i Stockholm mellan den 10 februari och 21 maj 1969. Producent var Lennart Berns, fotograf Lars Dahlqvist och kompositör Fellbom och Calvin Floyd. Filmen klipptes av Jerry Gränsman och premiärvisades den 22 september 1969 på biograferna Cinema, Roxy och Victoria i Stockholm.
Skottet har visats i SVT, bland annat i augusti 2019 och i juni 2022.

## Rollista i urval
- Peter Schildt – Ronny Lindberg, 18 år
- Cia Löwgren – Madeleine "Len", 14 år
- Kent-Arne Dahlgren – Bertil "Kompis" Johansson
- Solveig Ternström	– Lens mor
- Halvar Björk – Lens far
- Tord Peterson – chauffören
- Leif Ahrle – fixaren
- Harry Ahlin – den gamle mannen
- Hans Strååt – Ronnys far
- Gunnel Wadner – Ronnys mor
- Pia Myrberg – Lens bästa väninna
- Diana Kjaer – Maggan, flickvän till Kompis